# GS1
A GS1 é uma associação sem fins lucrativos que desenvolve e mantém padrões globais para comunicação empresarial. O mais conhecido desses padrões é o códigos de barras, simbologia impressa nos produtos que podem ser lidos através de scanners e smartphone, por exemplo. Mais de 100 milhões de produtos possuem códigos de barras GS1 e eles são lidos mais de seis bilhões de vezes todos os dias.
GS1 tem presença em 115 países, mais de 2 milhões de empresas usuárias e 6 bilhões de transações.
Os padrões, serviços e soluções GS1 são projetados para melhorar a eficiência, segurança e visibilidade das cadeias de abastecimento em canais físicos e nos mais diferentes setores da economia. nossos padrões formam uma linguagem de negócios que identifica, captura e compartilha informações importantes sobre produtos, locais, ativos e muito mais.

## História
Em 1969, o setor de varejo nos Estados Unidos buscava uma forma de agilizar o processo de check-out (pagamentos no caixa) nas lojas. O Comitê Ad Hoc para um Código Uniforme de Identificação de Produtos de Mercearia foi estabelecido para encontrar uma solução.
Em 1973, o Código Universal de ProdutoS (UPC) foi selecionado por este grupo como o primeiro padrão único para identificação exclusiva de produto e, em 1974, o Uniform Code Council (UCC) foi fundado para administrar o padrão. Em 26 de junho de 1974, um pacote de goma de mascar Wrigley se tornou o primeiro produto com um código de barras a ser lido em uma loja. 
Em 1976, o código original de 12 dígitos foi expandido para 13 dígitos, o que abriu as portas para o sistema de identificação a ser usado fora dos Estados Unidos. Em 1977, a European Article Numbering Association (EAN) foi estabelecida em Bruxelas e inicialmente com membros fundadores de 12 países. 
Em 1990, a EAN e a UCC assinaram um acordo de cooperação global e expandiram sua presença global para 45 países. Em 1999, a EAN e a UCC lançaram o Auto-ID Center para desenvolver o Código Eletrônico de Produto (EPC), permitindo que os padrões GS1 sejam usados para RFID. 
Em 2004, a EAN e a UCC lançaram a Rede Global de Sincronização de Dados (GDSN) , uma iniciativa global baseada na Internet que permite que parceiros comerciais troquem dados mestre de produtos com eficiência. 
Em 2005, a organização estava presente em mais de 90 países, que passaram a usar o nome GS1 em todo o mundo. Embora "GS1" não seja um acrônimo, ele se refere à organização que oferece um sistema global de padrões. 
Agosto de 2018 - GS1 Web URI Structure Standard  (posteriormente chamado de “Digital Link”) é ratificado, permitindo que IDs únicos sejam adicionados aos produtos, armazenando um URI (um endereço semelhante a uma página da web) como um código QR.

## Os códigos de barras
Os códigos de barras definidos pelos padrões GS1 são muito comuns.  A GS1 introduziu o código de barras em 1974.  Eles codificam um número de identificação do produto que pode ser digitalizado eletronicamente , tornando mais fácil para os produtos serem rastreados, processados e armazenados.
Os códigos de barras melhoram a eficiência, segurança, velocidade e visibilidade das cadeias de suprimentos em canais físicos e digitais. Eles têm um papel crucial no setor de varejo - incluindo os mercados on-line de hoje -, indo além de apenas checkout mais rápido para um gerenciamento aprimorado de estoque e entrega e a oportunidade de vender online em escala global. Somente no Reino Unido, a introdução do código de barras no setor de varejo resultou em uma economia de 10,5 bilhões de libras por ano. 
Alguns dos códigos de barras que GS1 desenvolveu e gerencia são: EAN / UPC (usado principalmente em bens de consumo), GS1 Data Matrix (usado principalmente em produtos de saúde), GS1-128 , GS1 DataBar e GS1 QR Code.

## Padrões
O padrão GS1 mais utilizado é o GTIN . Ele identifica produtos exclusivamente em todo o mundo e forma a base do sistema GS1.
Algunsoutros padrões GS1 que podemos citar, são:
- Eventos de nível de aplicativo (ALE)
- Vocabulário de negócios principais (CBV)
- Códigos de barras EAN / UPC
- Etiquetas EPC / RFID
- EPCIS
- GEPIR
- Modelo de Dados Global - GDM
- Rede Global de Sincronização de Dados (GDSN)
- Identificador de tipo de documento global (GDTI)
- Identificador de ativo individual global (GIAI)
- Número de identificação global para remessa (GINC)
- Número de localização global (GLN)
- Classificação Global de Produto (GPC)
- Identificador de ativo retornável global (GRAI)
- Número de relacionamento de serviço global (GSRN)
- Número de identificação de remessa global (GSIN)
- Número global de item comercial (GTIN)
- GS1-128
- GS1 DataBar
- GS1 DataMatrix
- Link Digital GS1
- GS1 EDI
- ITF-14
- Protocolo de Leitor de Baixo Nível (LLRP)
- Serviço de Nome de Objeto (ONS)
- Código de série de unidade logística (SSCC)

Muitos padrões GS1 também são padrões ISO . Por exemplo, GTIN , GLN e SSCC. 
A GS1 também atua como secretaria do comitê técnico de técnicas de captura de dados e identificação automática da ISO ( ISO / IEC JTC 1 / SC 31 ). 
Os padrões GS1 são desenvolvidos e mantidos por meio do GS1 Global Standards Management Process (GSMP), um fórum comunitário global que reúne representantes de diferentes setores e empresas. Juntos, eles encontram e implementam soluções baseadas em padrões para enfrentar os desafios comuns da cadeia de suprimentos.

## Indústrias

### Varejo e Marketplaces
O varejo foi o primeiro setor com o qual a GS1 começou a trabalhar e continua sendo seu foco principal. Hoje, a GS1 opera em quatro subsetores de varejo em nível global: Vestuário, Alimentos Frescos, Bens de Consumo (CPG) e Mercadoria Geral .
As principais áreas de foco no varejo incluem sustentabilidade , qualidade de dados , conformidade com requisitos regulamentares, rastreabilidade de produtos desde sua origem até a entrega e integração upstream entre fabricantes e fornecedores.
À medida que os consumidores continuam a alternar entre os canais de compras na loja e no e-commerce , espera-se uma experiência de compra consistente, eficiência, segurança e velocidade. A GS1 desenvolveu padrões que identificam produtos de maneira exclusiva para o benefício dos consumidores e para mecanismos de pesquisa, fornecendo informações precisas e completas sobre o produto digitalmente. 
Grandes empresas de comércio eletrônico, como eBay, Amazon e Google Shopping, exigem que as empresas usem um GS1 GTIN para vender em seus sites.

### Saúde
Desde 2005, a GS1 atua na área de saúde com o objetivo principal de melhorar a segurança do paciente e aumentar a eficiência da cadeia de suprimentos.
O desenvolvimento e a implementação dos padrões GS1 para saúde dão suporte à indústria na rastreabilidade dos produtos desde o fabricante até o paciente, contribuem para detectar produtos falsificados, ajudam a prevenir erros de medicação, permitem recalls eficazes e apoiam processos clínicos. Mais de 70 países têm regulamentos relacionados à saúde ou requisitos de parceiros comerciais onde os padrões GS1 estão sendo usados pelas razões acima, bem como para medicamentos e dispositivos médicos. Os membros da GS1 Healthcare incluem mais de 140 organizações líderes de saúde em todo o mundo. 

### Outros setores
A GS1 opera três outras indústrias-chave globalmente: Transporte e Logística, Serviços de Alimentos e Indústrias Técnicas. As 115 organizações membros da GS1 em mais de 100 países ao redor do mundo concentram-se coletivamente em dezenas de setores da indústria. 

## Filiação
GS1 tem mais de 2 milhões de membros em todo o mundo. As empresas podem se tornar membros ingressando em uma Organização Membro GS1 local.

## Governança e estrutura
A governança do GS1 tem três níveis:
- Primeiro nível - Assembleia Geral GS1, composta por representantes de todas as Organizações Membros.
- Segundo nível - Conselho de Administração GS1 responsável pela direção estratégica global (composto por líderes-chave de empresas multinacionais e Organizações Membros GS1). Os membros do conselho de administração da GS1 são indivíduos com cargos seniores nas seguintes organizações: 
  - Abudawood
  - Alibaba Group
  - B. Braun Melsungen
  - Grupo Hualian de Pequim
  - bol.com
  - Fórum de bens de consumo
  - Dr. Oetker
  - Google
  - Grupo Bimbo
  - Grupo Éxito
  - IGA
  - The JM Smucker Company
  - Johnson & Johnson
  - L'Oréal
  - LF Logística
  - Metro AG
  - Nestlé
  - Procter & Gamble
  - Varejo Reliance
  - Royal College of Physicians and Surgeons of Canada
  - GS1 Austrália
  - GS1 Canadá
  - GS1 China
  - GS1 Egito
  - GS1 França
  - GS1 Alemanha
  - GS1 Hong Kong
  - GS1 Itália
  - GS1 Paraguai
  - GS1 US
  - GS1 Vietnã

- Terceiro nível - GS1 Global Office e as Organizações Membros (MOs) locais GS1. O GS1 Global Office lidera o desenvolvimento e manutenção de novos padrões. MOs locais focam na implementação de serviços e padrões locais. Os Conselhos GS1 locais são responsáveis pelas direções estratégicas locais (compostos por líderes-chave de empresas nacionais).

Existem também duas outras diretorias em nível global:
- O GS1 Data Excellence Board (responsável pela estratégia de dados GS1)
- GS1 Innovation Board e EPCglobal Board of Governors (responsável pelas atividades de inovação e P&D GS1).

## Financiamento
As Organizações Membros GS1 em todo o mundo são financiadas por seus membros locais por meio de taxas anuais de adesão e vendas de serviços.

## Parceiros
GS1 tem parceria com outras organizações internacionais. Alguns dos parceiros da GS1 são:
- Fórum de Bens de Consumo
- Organização Internacional de Padrões (ISO)
- NATO
- Nações Unidas
- Agência da ONU para os Refugiados (ACNUR)
- Organização Mundial das Alfândegas (WCO)
- Sociedade Internacional para a Qualidade em Cuidados de Saúde (ISQua)
- Conselho de Iniciativa Conjunta (JIC)